# 面野井
面野井（おものい）は茨城県つくば市にある地名。郵便番号は300-2653。

## 概要
つくば市の南西部に位置する。
東は西大橋、西は島名、南は水堀、北は東光台・中東原新田と接している。

## 世帯数と人口
2017年（平成29年）8月1日現在の世帯数と人口は以下の通りである。
| 町丁   | 世帯数  | 人口  |
| ------ | ------- | ----- |
| 面野井 | 103世帯 | 294人 |

## 小・中学校の学区
市立小・中学校に通う場合、以下の学区となる。
| 地域                                   | 小学校         | 中学校         |
| -------------------------------------- | -------------- | -------------- |
| 県道土浦坂東線エキスポ大通り北側の区域 | 研究学園小学校 | 研究学園中学校 |
| 県道土浦坂東線エキスポ大通り南側の区域 | 島名小学校     | 高山中学校     |

## 交通
道路
- 茨城県道123号土浦坂東線（エキスポ大通り） - 面野井の東西端を通る。
- 茨城県道19号取手つくば線 (新都市中央通り) - 北部の面野井台の十字路の付近を通る。

## 施設
山新グランステージつくば